# Xi1 Ceti
Xi1 Ceti (ξ1 Cet / 65 Ceti / HD 13611) es una estrella en la constelación de Cetus de magnitud aparente +4,37. Aunque comparte la denominación de Bayer Xi con Xi2 Ceti, no existe relación física entre las dos estrellas. Mientras que Xi1 Ceti se encuentra a 362 años luz del sistema solar, Xi2 Ceti está a algo más de la mitad de esa distancia.
Xi1 Ceti es una estrella binaria espectroscópica con un período orbital de 4,50 años. La componente principal, Xi1 Ceti A, es una supergigante o gigante luminosa de tipo espectral G8, con una temperatura efectiva de 5100 K y una luminosidad 190 veces mayor que la solar. La componente menos brillante, Xi1 Ceti B, es 30 veces más luminosa que el Sol, por lo que debe ser una estrella blanca de la secuencia principal de tipo A2. La edad del sistema se estima en unos 300 millones de años. La separación entre las dos estrellas, medida mediante ocultación lunar, es de 0,012 segundos de arco, lo que equivale a un radio orbital de 4,8 UA.
Por otra parte, Xi1 Ceti A es una estrella de bario «leve». Dado que en este tipo de estrellas la abundancia de bario se asocia a la contaminación proveniente de una compañera que evolucionó antes y ahora es una enana blanca, cabe la posibilidad de que exista una tercera componente (aún no detectada) en el sistema.